# Jan Kněžínek
Jan Kněžínek (ur. 8 maja 1979 w Igławie) – czeski prawnik i urzędnik państwowy, w latach 2018–2019 minister sprawiedliwości.

## Życiorys
Z wykształcenia prawnik, absolwent Uniwersytetu Karola w Pradze. W latach 2003–2007 był urzędnikiem w Ministerstwie Transportu. Później przeszedł do pracy w Urzędzie Rządu Republiki Czeskiej. Był wicedyrektorem (2009–2010) i dyrektorem (2010–2012, 2013–2015) departamentu legislacji. Od 2012 do 2013 i w 2015 pełnił funkcję wiceministra i dyrektora Rady Legislacyjnej. W latach 2015–2018 zajmował stanowisko wiceprzewodniczącego Rady Legislacyjnej.
10 lipca 2018 w drugim rządzie Andreja Babiša objął urząd ministra sprawiedliwości; nominację otrzymał, gdy jego poprzedniczka Taťána Malá ustąpiła po kilkunastu dniach urzędowania. Stanowisko to zajmował do 30 kwietnia 2019.